# 受胎島
『受胎島「どうしてアンタみたいなブサ男に種付けされなきゃいけないのよ?!」』（じゅたいじま どうしてあんたみたいなぶさおにたねづけされなきゃいけないのよ）は、2012年にルネより発売されたアダルトゲーム。2014年12月19日には本作を原作とするアダルトアニメが発売された。

## 解説
本作は無人島を舞台に、みじめな人生を送ってきた少年が自らの置かれた立場を利用して、自分を蔑んできたクラスメイトをはじめとする他の女たちを弄ぶ様子を描いたアダルトゲームである。舞台設定は、ソリッドシチュエーション・スリラーやパンデミックものを思わせるが、舞台設定に重きは置かれておらず、抜きゲーとしての要素が強い。

## ストーリー
神宮司学園の生徒・田中翔太はその容姿から友人ができず、みじめな人生を送っていた。ある日、課外授業で船に乗っていたところ嵐におそわれた。皆が脱出する中、遅れてきた翔太は他の乗員たちに嫌がられながらも無理やりボートに乗り込むも、定員オーバーだったこともあり、ボートが転覆。気が付くと、ボートに乗っていた者たちは、廃墟のある孤島に着いた。その孤島では女性のみに感染する謎のウイルスが蔓延しており、感染すると強制的に排卵が起こり、発情した末死に至るという恐ろしいものだった。男の精液が治療薬となることが判明し、他の乗員たちは、キモ男と蔑んできた男の精液を飲むことに嫌悪感をあらわにするが、発症から死ぬまでの期間が生理の期間と同じであるため、彼女達は唯一の男である翔太の精液をのまざるを得なかった。
ウイルス感染により女たちが発情する中、彼女達の命を救う存在となった翔太は、有頂天になっていく。

## 登場人物
声優名はゲーム・OVA共通。なお、OVA版では翔太もしゃべる。
田中 翔太（たなか しょうた）
声：山藤清一郎（OVA版のみ）
本作の主人公。小太りゆえ「キモ男」（きもお）と蔑まれいじめの対象にされていた。
如月 麗（きさらぎ れい）
声：民安ともえ
翔太を虐める女子グループのリーダー格で、自身のカリスマをもって現在の地位にいる。もともとは翔太の幼馴染だったが、ある事件が原因で異性に対して攻撃的になった。
裕福だが十分な愛情を与えられずに成長してきたため、愛情に飢えている。また、性的経験はなし。
OVA版受胎島ではメインのひとり、生存。裏受胎島では一条に監禁されている。
名越 悠美（なごし ゆみ）
声：桜水季
翔太の同級生で、麗の取り巻きの一人。陰気で臆病な性格で、かつては自分も虐められていたが、麗に気に入られ、現在の地位にいる。そのため自己主張が苦手。
OVA版受胎島では死亡？(墓が3つあるが名前は書かれていない)、裏受胎島ではメインのひとり。
比村 愛（ひむら あい）
声：市川みぃ
麗の取り巻きの一人。いわゆるガングロ系ギャルで、彼氏持ち。考えることが苦手な上翔太のことを嫌っているため、積極的に彼を虐めている。
OVA版受胎島では序盤に死亡。裏受胎島ではメインのひとり。
逢間 志保（おうま しほ）
声：伊勢谷智香
翔太のクラスの委員長で、疎遠になってはいるが翔太と麗の幼馴染。麗たちのいじめを義理として止めており、いじめられる彼自身の態度に原因があるのではないかとみている。
実家は財閥で幼いころからの許嫁もいるが、異性に嫌悪感を抱いているため、家を守るためなら仕方がないと思っている。
OVA版受胎島ではメインのひとりで生存、裏受胎島では一条に監禁されている。
当目 晶（とうめ あきら）
声：杉原茉莉
翔太の同級生である水泳部員。いわゆる一匹狼で、翔太に対する関心もなかった。自分のことは自分でできたため、ウイルス感染による理性の崩壊に戸惑いを抱いている。
OVA版受胎島では死亡？(墓が3つあるが名前は書かれていない)、裏受胎島ではメインのひとり。
井上 葵（いのうえ あおい）
声：水純なな歩
翔太らのクラスの担任で、課外授業の引率。温厚だが消極的で仕事に疲れ気味。婚約者がおり、結婚したら学校をやめるつもりであるため、今回の事件に対しても消極的になっている。
OVA版受胎島ではメインのひとりで生存、裏受胎島では一条に監禁されている。
一条 静（いちじょう しずか）
声：伊東サラ
翔太らとともに島にたどり着いた女医。乗員たちの感染に気づき、精液が特効薬だということを見抜く。翔太との性行為にも積極的で、精液採取と称して彼に性技を授けていく。
OVA版ではウイルスを作った黒幕。自身も感染されていてOVA版受胎島ではハーレム入り、裏受胎島ではウイルスのワクチンを翔太に奪われ島に放置され生死不明。

## スタッフ
- プロデューサー：城疋砂馬也
- 原画：ブッチャーU
- シナリオ：K-TOK、他

## 主題歌
「monologue」
作詞・作曲：天乃啓示 / 編曲：天乃啓示&Mad Pierrot / 歌：民安ともえ

## アダルトアニメ
2014年〜2015年に全2巻が発売された。ゲーム版より内容が簡略化されており、内容の大半はヒロインたちへの凌辱シーンが占めている。演出上の特徴として、静を除くヒロイン全員には性交の際に「実験サンプル No.1」といった表示がなされている。
スタッフ
- 企画：ばにぃうぉ〜か〜
- キャラクター原案：ブッチャーU
- 監督：雷火剣
- 絵コンテ：どしだ友昭
- キャラクターデザイン：鈴木貴人
- 脚本：佐和山進一郎
- 制作：T-REX

### 各話リスト
| 話数           | サブタイトル                                                    | 発売日         |
| OVA 受胎島     | OVA 受胎島                                                      | OVA 受胎島     |
| -------------- | --------------------------------------------------------------- | -------------- |
| 第1話          | #1 どうしてアンタみたいなブサ男に種付けされなきゃいけないのよ!? | 2014年12月19日 |
| 第2話          | #2 ご主人様のぶっといお●んぽ…あたしのエロま●こにぶち込んで      | 2015年1月23日  |
| ova 裏・受胎島 |                                                                 |                |
| 第1話          | #1 精液って…なんでこんなに…美味しいの…♡                         | 2018年4月6日   |
| 第2話          | #2 赤ちゃんできるまで抜かないで…♡                               | 2018年4月27日  |